# Przerwane pocałunki
Przerwane pocałunki (wł. I baci mai dati) – włoski komediodramat z 2010 roku w reżyserii Roberty Torre. Film miał premierę 3 września 2010 roku podczas 67. Międzynarodowego Festiwalu Filmowego w Wenecji. 

## Opis fabuły
Pewnego razu Manueli (Carla Marchese) śni się Matka Boska, która zmienia jej dotychczasowe życie. Wszyscy sąsiedzi z okolicy przekonani są, że dziewczyna potrafi zrobić wszystko, o co zostanie poproszona. 

## Obsada
- Donatella Finocchiaro jako Rita
- Giuseppe Fiorello jako Giulio
- Carla Marchese jako Manuela
- Piera Degli Esposti jako Viola
- Pino Micol jako Don Livio
- Martina Galletta jako Ersilia
- Alessio Vassallo jako Gulisano
- Tony Palazzo
- Valentina Giordanella jako Marianna
- Gabriella Saitta
- Lucia Sardo

i inni

## Nagrody i nominacje
Lato filmów
- nominacja: Panorama Kina Światowego – Udział w konkursie Laura Nuccilli, Roberta Torre

Sundance Film Festival (2011)
- nominacja: Główna Nagroda Jury – Udział w konkursie na najlepszy dramat zagraniczny Roberta Torre